# 5a etapa del Tour de França de 2015
La 5a etapa del Tour de França de 2015 es disputà el dimecres 8 de juliol de 2015 sobre un recorregut de 189,5 km entre les viles franceses d'Arràs i Amiens.
Etapa disputada sota la pluja, novament marcada per les caigudes, que en aquesta ocasió obligaren a abandonar a Nacer Bouhanni (Cofidis), i que va ser guanyada a l'esprint per l'alemany André Greipel (Lotto Soudal), líder de la classificació per punts. En la classificació general no es produïren canvis significatius.

## Recorregut

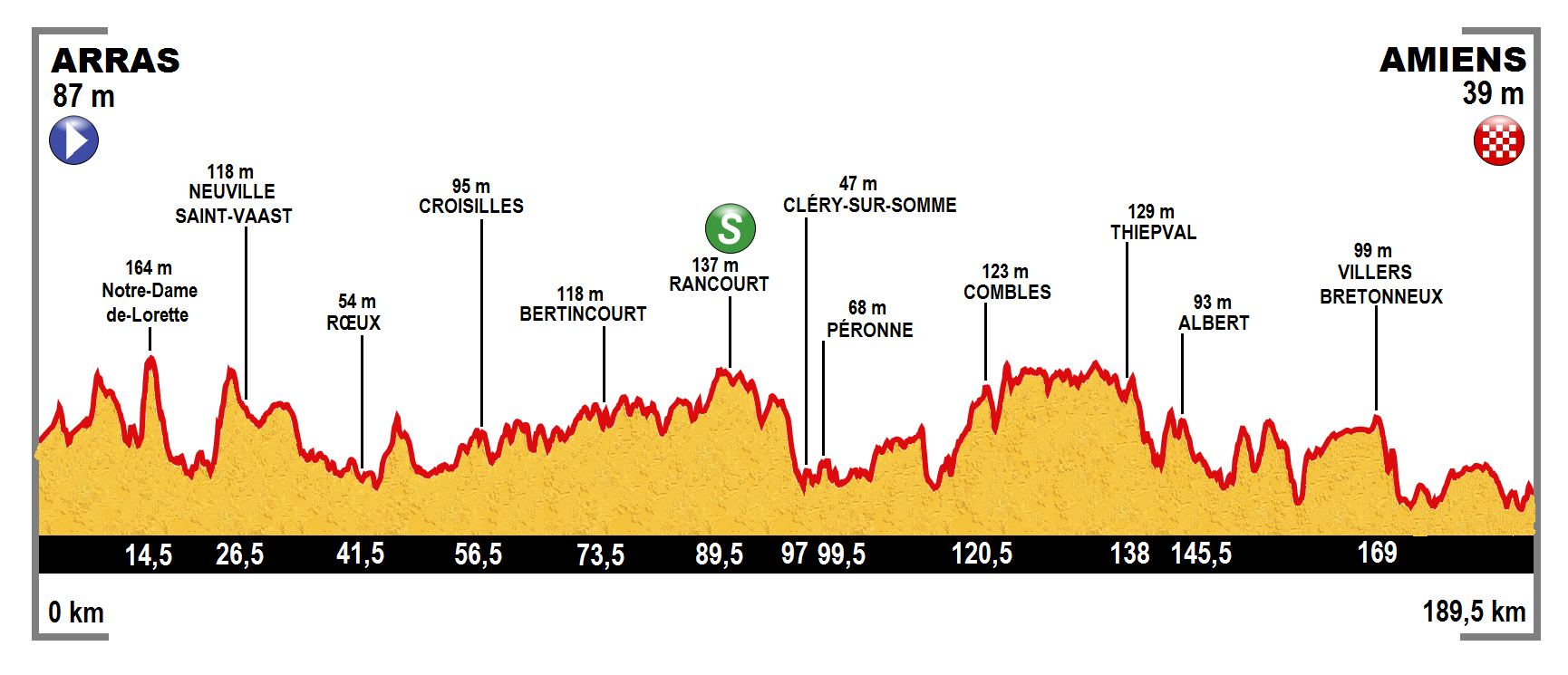
Recorregut de la 5a etapa

Etapa totalment plana, sense cap dificultat muntanyosa, pels departaments del Pas de Calais i el Somme que serveix per commemorar el centenari d'alguna de les batalles més cruentes de la Primera Guerra Mundial com les de l'Artois i del Somme, la principal dificultat de la qual pot ser el vent i els nombrosos canvis de direcció de la cursa en busca del pas per diversos memorials i cementiris nacionals. L'esprint del dia es troba a Rancourt, al quilòmetre 89,5.

## Desenvolupament de l'etapa

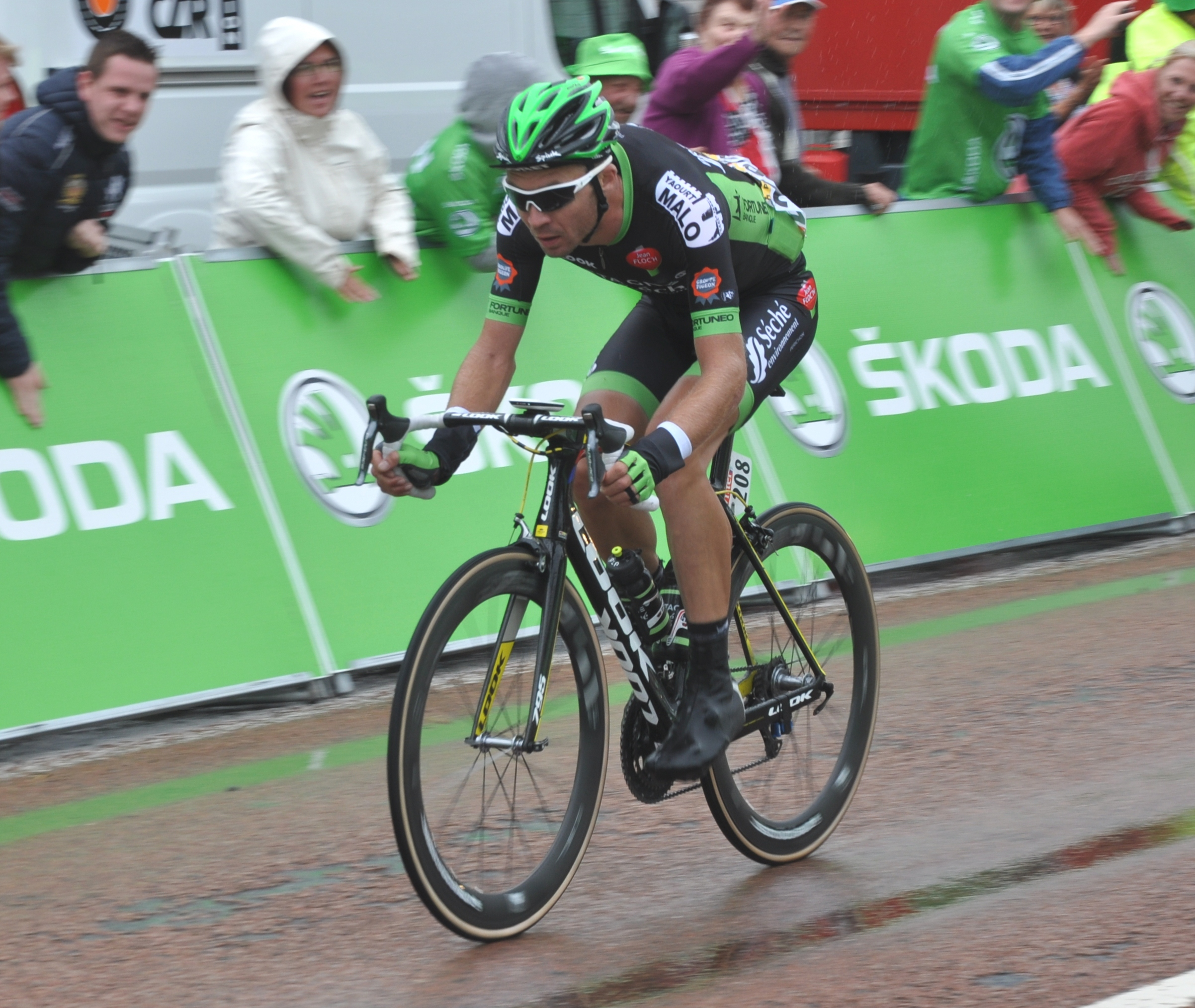
Pierre-Luc Périchon al pas per l'esprint de Rancourt.

El dia es va llevar fred i ventós. Només començar l'etapa es van escapar Nicolas Edet (Cofidis) i Pierre-Luc Périchon (Bretagne-Séché Environnement), però Edet ben aviat va ser reintegrat al gran grup, mentre Périchon es mantenia en solitari al capdavant. Per darrere, el més destacat fou una caiguda que afectà bona part de l'equip Cofidis i que obligà a abandonar al seu cap de files, Nacer Bouhanni (Cofidis). Poc després els forts vents van trencar el gran grup, quedant despenjats, entre d'altres, Ryder Hesjedal (Team Giant-Alpecin), Richie Porte i Peter Kennaugh (Team Sky), que acabaren perdent més de 14' a la fi de l'etapa.
Périchon va ser neutralitzat a manca de 96 quilòmetres i cap altre ciclista intentà l'escapada a partir d'aquell moment. En l'esprint final hi van prendre part tots el grans esprintadors, sent el vencedor l'alemany André Greipel del Lotto Soudal, en el qual era la segona victòria al Tour. En segona posició finalitzà Peter Sagan (Team Tinkoff-Saxo), mentre Mark Cavendish (Etixx-Quick Step) era tercer. El premi "més combatiu" fou per a Michael Matthews (Orica-GreenEDGE), que va disputar l'etapa amb dues costelles trencades. En la general no hi hagué canvis.

## Resultats

### Classificació de l'etapa
|    | Ciclista                   | Equip              | Temps      |
| -- | -------------------------- | ------------------ | ---------- |
| 1  | André Greipel (GER)        | Lotto Soudal       | 4h 39' 00" |
| 2  | Peter Sagan (SVK)          | Team Tinkoff-Saxo  | m. t.      |
| 3  | Mark Cavendish (GBR)       | Etixx-Quick Step   | m. t.      |
| 4  | Alexander Kristoff (NOR)   | Team Katusha       | m. t.      |
| 5  | Edvald Boasson Hagen (NOR) | MTN Qhubeka        | m. t.      |
| 6  | John Degenkolb (GER)       | Team Giant-Alpecin | m. t.      |
| 7  | Arnaud Démare (FRA)        | FDJ                | m. t.      |
| 8  | Bryan Coquard (FRA)        | Team Europcar      | m. t.      |
| 9  | Davide Cimolai (ITA)       | Lampre-Merida      | m. t.      |
| 10 | Greg Van Avermaet (BEL)    | BMC Racing Team    | m. t.      |

### Punts atribuïts
| 1r  | Pierre-Luc Périchon (FRA) | Bretagne-Séché Environnement | 20 pts |
| 2n  | André Greipel (GER)       | Lotto Soudal                 | 17 pts |
| 3r  | John Degenkolb (GER)      | Team Giant-Alpecin           | 15 pts |
| 4t  | Mark Cavendish (GBR)      | Etixx-Quick Step             | 13 pts |
| 5è  | Peter Sagan (SVK)         | Team Tinkoff-Saxo            | 11 pts |
| 6è  | Mark Renshaw (AUS)        | Etixx-Quick Step             | 10 pts |
| 7è  | Bryan Coquard (FRA)       | Team Europcar                | 9 pts  |
| 8è  | Roy Curvers (NED)         | Team Giant-Alpecin           | 8 pts  |
| 9è  | Michał Kwiatkowski (POL)  | Etixx-Quick Step             | 7 pts  |
| 10è | Michał Gołaś (POL)        | Etixx-Quick Step             | 6 pts  |
| 11è | Tony Martin (GER)         | Etixx-Quick Step             | 5 pts  |
| 12è | Zdeněk Štybar (CZE)       | Etixx-Quick Step             | 4 pts  |
| 13è | Rigoberto Urán (COL)      | Etixx-Quick Step             | 3 pts  |
| 14è | Marcel Sieberg (GER)      | Lotto Soudal                 | 2 pts  |
| 15è | Luke Rowe (GBR)           | Team Sky                     | 1 pt   |

| 1r  | André Greipel (GER)               | Lotto Soudal       | 50 pts |
| 2n  | Peter Sagan (SVK)                 | Team Tinkoff-Saxo  | 30 pts |
| 3r  | Mark Cavendish (GBR)              | Etixx-Quick Step   | 20 pts |
| 4t  | Alexander Kristoff (NOR)          | Team Katusha       | 18 pts |
| 5è  | Edvald Boasson Hagen (NOR)        | MTN Qhubeka        | 16 pts |
| 6è  | John Degenkolb (GER)              | Team Giant-Alpecin | 14 pts |
| 7è  | Arnaud Démare (FRA)               | FDJ                | 12 pts |
| 8è  | Bryan Coquard (FRA)               | Team Europcar      | 10 pts |
| 9è  | Davide Cimolai (ITA)              | Lampre-Merida      | 8 pts  |
| 10è | Greg Van Avermaet (BEL)           | BMC Racing Team    | 7 pts  |
| 11è | Geoffrey Soupe (FRA)              | Cofidis            | 6 pts  |
| 12è | Zakkari Dempster (AUS)            | Bora-Argon 18      | 5 pts  |
| 13è | Reinardt Janse van Rensburg (RSA) | MTN Qhubeka        | 4 pts  |
| 14è | Jarlinson Pantano (COL)           | IAM Cycling        | 3 pts  |
| 15è | Sep Vanmarcke (BEL)               | Team LottoNL-Jumbo | 2 pt   |

## Classificacions a la fi de l'etapa

### Classificació general
|    | Ciclista                 | Equip             | Temps       |
| -- | ------------------------ | ----------------- | ----------- |
| 1  | Tony Martin (GER)        | Etixx-Quick Step  | 17h 19' 26" |
| 2  | Chris Froome (GBR)       | Team Sky          | + 12"       |
| 3  | Tejay van Garderen (USA) | BMC Racing Team   | + 25"       |
| 4  | Peter Sagan (SVK)        | Team Tinkoff-Saxo | + 33"       |
| 5  | Tony Gallopin (FRA)      | Lotto Soudal      | + 38"       |
| 6  | Greg Van Avermaet (BEL)  | BMC Racing Team   | + 40"       |
| 7  | Rigoberto Urán (COL)     | Etixx-Quick Step  | + 46"       |
| 8  | Alberto Contador (ESP)   | Team Tinkoff-Saxo | + 48"       |
| 9  | Geraint Thomas (GBR)     | Team Sky          | + 1' 15"    |
| 10 | Zdeněk Štybar (CZE)      | Etixx-Quick Step  | + 1' 16"    |

### Classificació per punts
|   | Ciclista             | Equip              | Punts |
| - | -------------------- | ------------------ | ----- |
| 1 | André Greipel (GER)  | Lotto Soudal       | 151   |
| 2 | Peter Sagan (SVK)    | Team Tinkoff-Saxo  | 119   |
| 3 | John Degenkolb (GER) | Team Giant-Alpecin | 89    |

### Classificació de la muntanya
|   | Ciclista                | Equip             | Punts |
| - | ----------------------- | ----------------- | ----- |
| 1 | Joaquim Rodríguez (CAT) | Team Katusha      | 2     |
| 2 | Michael Schär (SUI)     | BMC Racing Team   | 1     |
| 3 | Rafał Majka (POL)       | Team Tinkoff-Saxo | 1     |

### Classificació del millor jove
|   | Ciclista             | Equip              | Temps       |
| - | -------------------- | ------------------ | ----------- |
| 1 | Peter Sagan (SVK)    | Team Tinkoff-Saxo  | 17h 19' 59" |
| 2 | Warren Barguil (FRA) | Team Giant-Alpecin | + 46"       |
| 3 | Nairo Quintana (COL) | Movistar Team      | + 1' 35"    |

### Classificació per equips
|    | Equip             | Temps       |
| -- | ----------------- | ----------- |
| 1r | BMC Racing Team   | 51h 55' 59" |
| 2n | Etixx-Quick Step  | + 24"       |
| 3r | Team Tinkoff-Saxo | + 1' 44"    |

## Abandonaments
- Nacer Bouhanni (FRA) (Cofidis). Abandona per caiguda.[6]
- Jack Bauer (NZL) (Cannondale-Garmin). Abandona.[7]